# Манзи, Пол
Пол Манзи (англ. Paul Manzi; род. 6 марта 1963, Лондон, Англия, Великобритания) — британский музыкант и вокалист, бывший участник рок-групп Arena, Raw Glory, CATS in SPACE и Heavy Metal Kids. В настоящее время участвует в глэм-рок-группе Sweet.

## Биография

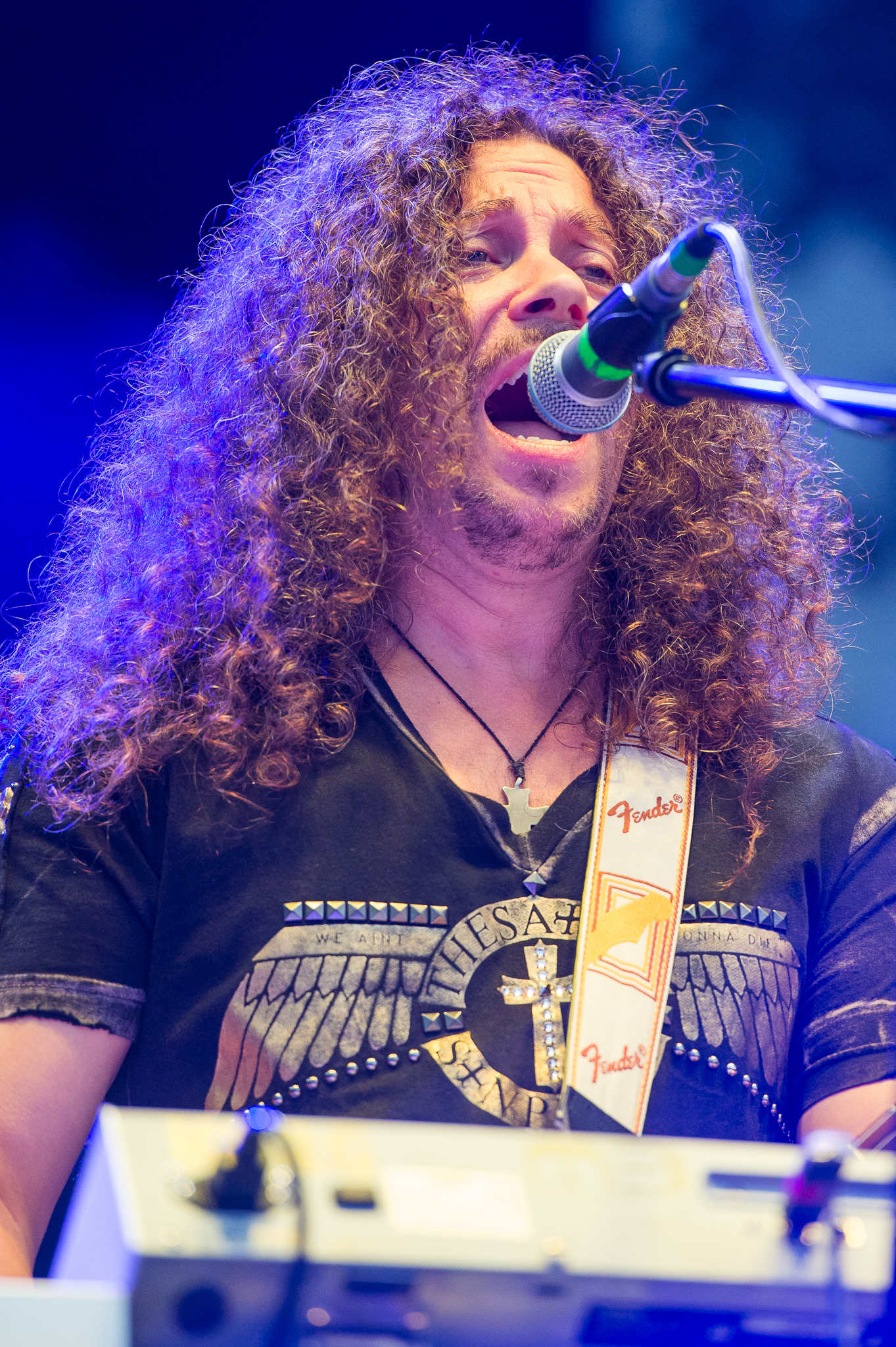
Манзи в 2015 году.

В 2010 году Манзи присоединился к рок-группе Arena. Через 9 лет, в 2019 году, он покинул группу.
В 2015 году Манзи был приглашён в Cats in Space гитаристом Грегом Хартом. В середине 2019 года Манзи объявил, что покидает Cats in Space, чтобы присоединиться к Sweet.
Изначально Манзи уже сотрудничал с Sweet: в 2014 и 2015 годах он временно заменял Тони О’Хору. В 2019 году Манзи присоединился снова, но на этот раз на постоянной основе. В Sweet ранее участвовал его коллега по CATS in SPACE бас-гитарист Джефф Браун.
В 2015 году он присоединился к Heavy Metal Kids, но через год ушёл. В 2019 году, после ухода из Arena, Манзи снова был приглашён в The Kids. В конце января 2022 года его заменил Саймон Гордон.

## Дискография

### С Arena
- The Seventh Degree Of Separation (2011)
- Rapture (2013)
- Live (2013)
- The Unquiet Sky (2015)
- XX (2016)
- Double Vision  (2018)

### С Cats in Space
- Too Many Gods (2015)
- Scarecrow (2017)
- Cats Alive! (2018)
- Day Trip to Narnia (2019)

### С Ayreon
- Transitus (2020)

### С Sweet
- Isolation Boulevard (2021)